# Degrado urbano

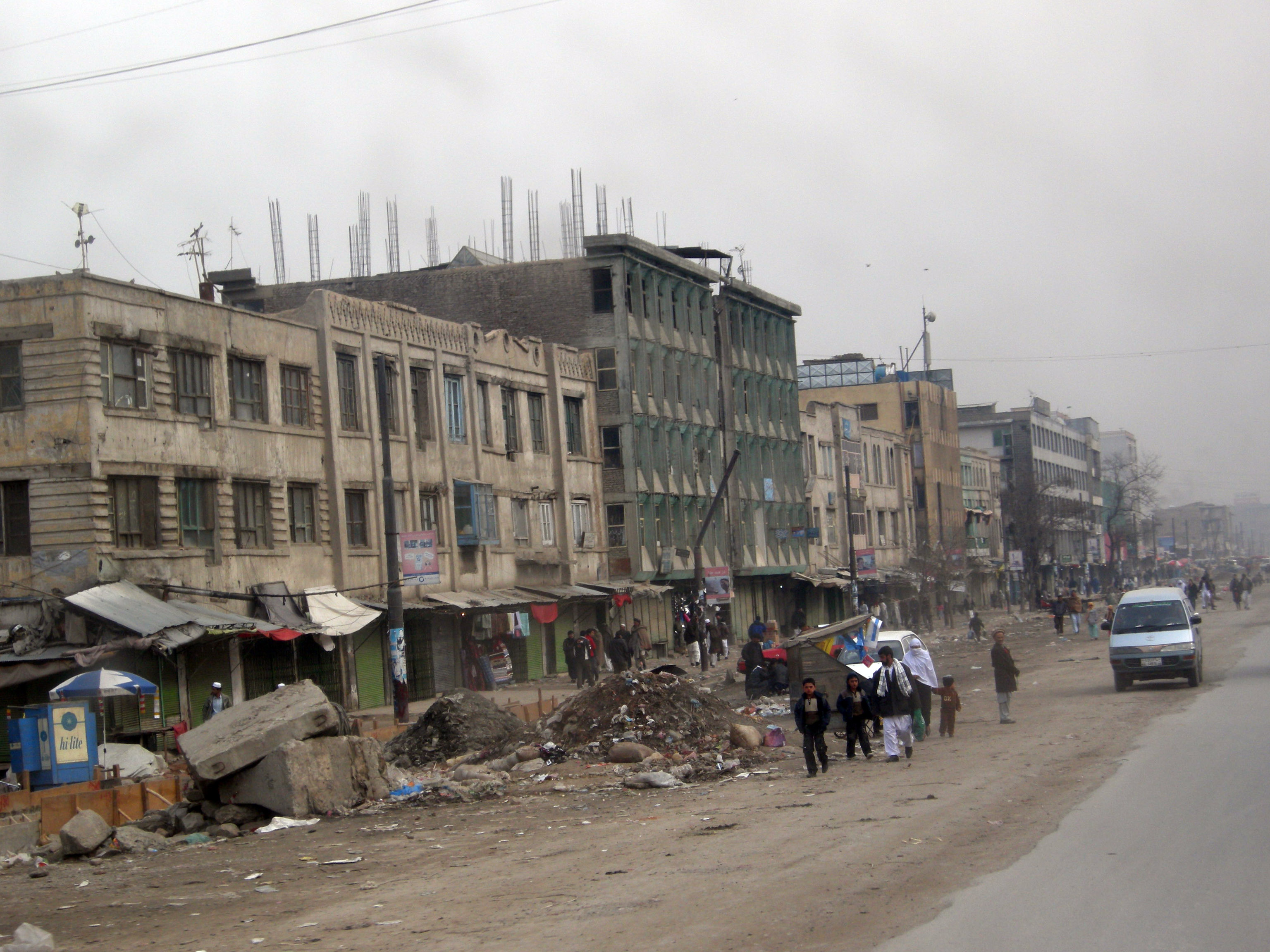
Area degradata di Kabul, capitale dell’Afghanistan (2009)

Il degrado urbano, decadimento urbano, decadenza urbana o declino urbano è il processo urbanistico, con ricadute sociologiche, attraverso il quale una città, o parte di essa, che era un tempo funzionale, cade in rovina e si ammalora. Il degrado urbano può essere caratterizzato da fenomeni di deindustrializzazione, spopolamento o deurbanizzazione, ristrutturazione economica, edifici o infrastrutture abbandonati o dismessi, elevata disoccupazione locale, aumento della povertà, nuclei familiari frammentati, bassi tenori e qualità della vita, la privazione dei diritti civili, alti tassi di criminalità, elevati livelli di inquinamento e la comparsa di paesaggi urbani desolati.

## Cause
Sono varie e concomitanti le cause socioeconomiche che generano delle realtà degradate. Le modifiche strutturali di una città, che possono comprendere la nascita di moderne infrastrutture, autostrade, ferrovie e altri servizi di trasporto possono portare allo spopolamento e l'impoverimento di altre aree originariamente ricche e che potevano contare su un grande numero di servizi. Il degrado urbano può anche essere dovuto a fenomeni di redlining che perpetuano le diseguaglianze nella ricchezza immobiliare, da restrizioni all'immigrazione e dall'aumento delle tasse che può spingere i residenti di una comunità a trasferirsi nelle aree limitrofe di una città. Gli economisti libertari sostengono che la regolamentazione degli affitti genera il degrado urbano in quanto dissuade dalla creazione di nuovi immobili e abitazioni disincentivandone la loro manutenzione.

## Misure per contrastare il degrado urbano

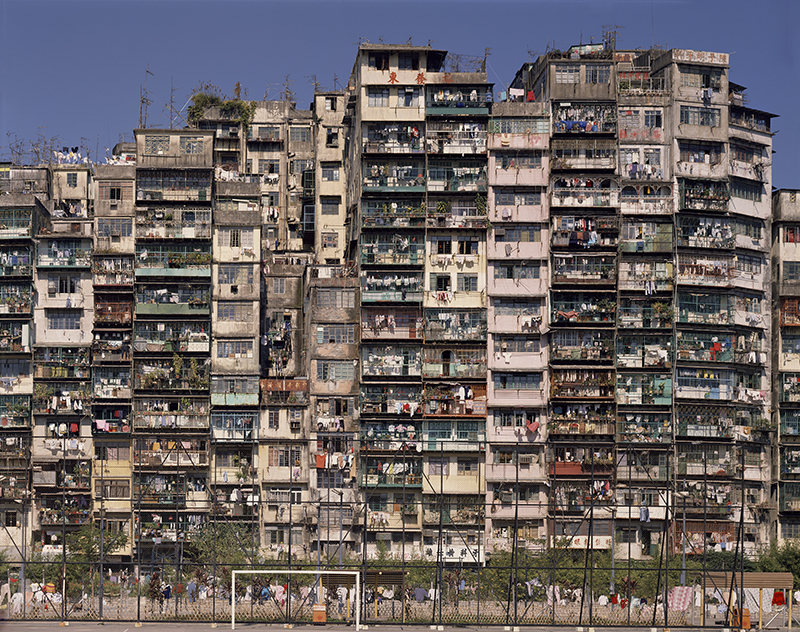
Particolare della città murata di Kowloon, in Cina (1993)

Per rispondere al degrado urbano sono state avviate diverse misure tra cui interventi pubblici e iniziative politiche per rinnovare e talvolta gentrificare le aree decadenti prendendo come esempio, tra gli altri, il neourbanesimo statunitense e il Rinascimento urbano europeo.
Per contrastare il degrado nelle città degli USA sono stati costruiti diversi spazi abitativi su larga scala finalizzati a un "rinnovamento urbano". Tuttavia, tali iniziative, che si sarebbero rivelate maldestre a detta di molti, avrebbero contribuito solo in parte a migliorare il contesto abitativo di varie comunità, esacerbando, in altri casi, il fenomeno del decadimento urbano.

## Esempi di degrado urbano
Durante la rivoluzione industriale avvenuta tra la fine del XVIII secolo e l'inizio del XIX secolo, le popolazioni rurali si trasferirono dalla campagna nelle città per lavorare nell'industria manifatturiera, provocando così un sovraffollamento della popolazione urbana. Tuttavia, gli improvvisi cambiamenti demografici e la povertà dilagante portarono alla nascita di molte realtà degradate.
Nel corso degli anni settanta e ottanta, il degrado urbano caratterizzò diverse città occidentali dell'Europa e del Nord America. All'epoca molti individui di origine caucasica migrarono verso le periferie e le aree extraurbane generando così delle città dormitorio.
Secondo alcuni studi come l'Urban Task Force (DETR 1999), l'Urban White Paper (DETR 2000) e uno studio sulle città scozzesi (2003), viene ipotizzato che le aree industriali in declino segnate da alti tassi di disoccupazione, povertà e aree degradate (che possono anche comprendere terreni contaminati e infrastrutture obsolete), si "oppongono tenacemente a ogni forma di miglioramento".
Oggi quasi 2 miliardi di persone nel mondo vivono in aree degradate prive di servizi essenziali, soprattutto nell'Africa subsahariana e l'America latina. Secondo uno studio pubblicato sulla rivista Nature, che tiene conto del periodo 2000-2015, 53 milioni di persone (sebbene gli analisti affermino che potrebbero essere anche 57) di 31 paesi africani vivono nelle baraccopoli.